# Cathigoumène
Un cathigoumène est, dans les églises orthodoxes ou catholiques orientales, un higoumène (supérieur de monastère) qui est également évêque.